# Carex brainerdii
Espèce
Classification phylogénétique
Carex brainerdii est une espèce de plantes du genre Carex et de la famille des Cyperaceae.